# Inhaler (Hooverphonic)
Inhaler è il quarto ed ultimo singolo estratto dall'album A New Stereophonic Sound Spectacular della band Hooverphonic. 
Del singolo vi sono 2 versioni con tracklist e copertine differenti.
È il secondo singolo per il quale viene realizzato un video promozionale.
La canzone è stata inoltre inserita in un episodio della celebre serie americana Baywatch.

## Inhaler

### CD Singolo
1. Inhaler (Radio Version)
2. Inhaler (Album Version)

### CD Maxi Singolo
1. Inhaler (Radio Edit)
2. Inhaler (Drum 'n' Orch Remix)
3. Inhaler (Mr Pink Remix)
4. Inhaler (Mr Brown Remix)

## Inhaler²

### CD Maxi Singolo
1. Inhaler (C.J.'s Multicolored Rhythm Injection Radio Edit)
2. Inhaler (C.J.'s Multicolored Rhythm Injection)
3. Inhaler (Jungle Remix)